# سیروس ذکاء
سیروس ذکاء (زادهٔ ۱۳۰۵ خورشیدی در تبریز – ۲۲ آذر ۱۴۰۰ در تهران) مترجم، جستارنویس و روزنامه‌نگار ایرانی بود.

## زندگی
سیروس ذکاء در ۱۳۰۵ در شهرستان تبریز به دنیا آمد. پدرش در بانک ملی کار می‌کرد. پدربزرگ او حاج میرزا علی اعیان از تجار بنام تبریز بود، ولی فرزندش به سوی تجارت نمی‌رود و به کار دولت می‌پردازد و در سال ۱۳۱۶ از تبریز به تهران می‌آید. دو سال نمی‌کشد که مأموریت بانک قزوین به او داده می‌شود و با فرزندان خود به آن شهر می‌رود. تا این‌که مجدداً از سال ۱۳۲۱ به تهران انتقال می‌یابد و فرزندانش را برای تحصیل به دبیرستان فیروز بهرام می‌سپرد.
خاندان ذکاء با خاندان اشرف‌الدوله کلانتر که از رجال نامی تبریز و از دیوانیان روزگار سلطنت مظفرالدین‌شاه و بعد، مشروطه بود خویشاوندی سببی دارند. شرف‌الدوله شوهرعمهٔ سیروس ذکاء بود و یحیی ذکاء همسر نوهٔ شرف‌الدوله؛ و به همین مناسبت است که یحیی خاطرات شرف‌الدوله را به چاپ رسانید.دو برادر دیگر او، یحیی ذکاء و بهروز ذکاء نیز از چهره‌های فرهنگی ایران‌اند. 
سیروس ذکاء در دانشگاه در رشتهٔ علوم سیاسی دانشکدهٔ حقوق تحصیل کرد و پس از تحصیل در وزارت امور خارجه استخدام شد. او وقتی به مأموریت خارج رفت در آن‌جا به ادامهٔ تحصیل روی آورد و به اخذ درجهٔ دکتری نایل شد.
سیروس ذکاء دو سال دانشکدهٔ حقوق را با ایرج افشار گذراند و از این طریق با یکدیگر دوست شدند و سال سوم از یکدیگر جدا شدند؛ او به رشتهٔ علوم سیاسی رفت و ایرج افشار رشتهٔ علوم قضایی؛ اما اغلب روزها با هم بودند. یکی از پاتوق‌های‌شان دفتر مجلهٔ جهان نو (به مدیریت حسین حجازی) بود که در یکی از املاک پدر ایرج افشار استقرار داشت و جماعتی از پیران و جوانان در آن‌جا نشست و خاست فرهنگی داشتند. سیروس ذکاء و ایرج افشار اغلب غروب‌ها در خیابان‌ها پرسه می‌زدند. سیروس ذکاء جمعه‌ها گاهی با گروه حسین حجازی به کوهنوردی می‌رفت؛ یک‌بار حتی خودش را با گروه به دامنه‌های مرتفع توچال کشانید.
در دههٔ ۲۰ با افرادی نظیر مرتضی کیوان، علی‌اکبر کسمایی، علی کسمایی، ایرج افشار، محمدجعفر محجوب، مصطفی فرزانه، هوشنگ ایرانی، محمود تفضلی، غلامحسین غریب و دیگران نشست‌های دوره‌ای فرهنگی در باب ادبیات و هنر برگزار می‌کردند.
سیروس ذکاء در کنار عبدالحسین زرین‌کوب، جعفر شریعتمداری، مرتضی کیوان، محمدعلی اسلامی ندوشن، محمدجعفر محجوب، اصغر فتحی، علی‌اکبر کسمایی، مصطفی فرزانه، جمشید بهنام، امین عالی‌مرد، حسین یزدانیان و جمعی دیگر، از کسانی بودند که آثارشان در دوره‌های اول مجلهٔ جهان نو چاپ شده‌است. از ادبای قدیمی سعید نفیسی، علی جواهرکلام، عباس شوقی و خان‌بابا طباطبایی با آن همکاری داشتند.
سیروس ذکاء مترجمی است از نسل بعد از شهریور ۱۳۲۰ که آثارش از دههٔ ۱۳۳۰ به بعد نشر یافته‌است. گرایش مشخص در ترجمهٔ این دوره، ترجمهٔ همهٔ آثار یک نویسنده‌است، مانند آندره مالرو که آثارش را سیروس ذکاء، رضا سیدحسینی و ابوالحسن نجفی به فارسی برمی‌گردانند.
سیروس ذکاء علاوه بر ترجمه، به طور گاهگاهی نقدهایی بر آثار داستانی فارسی نوشته‌است که به نحوی در زمان خود تأثیرگذار بوده است؛ همین‌طور دربارهٔ ترجمهٔ رمان‌ها و داستان‌های خارجی به فارسی نقدهایی نوشته‌است.
سیروس ذکاء سرانجام در ۲۲ آذر ١۴٠٠ بر اثر کهولت سن درگذشت .

## آثار

### تألیف

#### مقاله
- آینده و پژوهش دربارهٔ حافظ: ۱- غمزهٔ صراحی، مجلهٔ آینده، سال سیزدهم، آبان تا اسفند ۱۳۶۶، شمارهٔ ۸–۱۲، صفحهٔ ۵۸۴–۵۸۸[۱۱]

### ترجمه

#### کتاب
- گفتار دربارهٔ منشأ عدم مساوات در میان مردم، ژان ژاک روسو، تهران: کتابفروشی سپهر، ۱۳۲۹[۱۲]
- مائده‌های زمینی، آندره ژید، تهران: بنگاه ترجمه و نشر کتاب، ۱۳۳۶[۱۳] (چاپ سوم: مائده‌های زمینی و مائده‌های تازه، انتشارات جامی، ۱۳۹۰)[۱۴]
- وسوسهٔ غرب، آندره مالرو، سازمان چاپ و انتشار کیهان، ۱۳۴۱؛ چاپ دوم، تهران: کتاب روشن، ۱۳۸۶[۱۵]
- سرنوشت بشر، آندره مالرو، تهران: انتشارات خوارزمی، ۱۳۶۰[۱۶]؛ (چاپ چهارم (ویراست دوم)، تهران: انتشارات فرهنگ جاوید، ۱۴۰۰)
- روان‌شناسی تجربی، پل فرس، تهران: سازمان انتشارات و آموزش انقلاب اسلامی، ۱۳۶۹[۱۷]
- تاریخ بزرگ جهان (جلد نهم)، کارل گریمبرگ [و دیگران]، تهران: انتشارات یزدان، ۱۳۷۱[۱۸]
- دخمه‌های واتیکان، آندره ژید، تهران: انتشارات یزدان، ۱۳۷۲.[۱۹] (چاپ دوم (با تجدید نظر کامل)، تهران: انتشارات فرهنگ جاوید، ۱۳۹۲)[۲۰]
- فاتحان، آندره مالرو، تهران: انتشارات خوارزمی، ۱۳۷۳[۲۱]
- آندره مالرو: حماسه‌سرای تمدن‌ها، گائتان پیکون، تهران: شرکت انتشارات علمی و فرهنگی، ۱۳۷۳[۲۲]
- درختان بلوطی که می‌افکنند (از جلد دوم ضدخاطرات)، آندره مالرو، تهران: نشر و پژوهش فرزان روز، ۱۳۷۶[۲۳]
- ادبیات هند، لویی رنو، تهران: انتشارات بزرگمهر، ۱۳۷۰[۲۴] (چاپ دوم: نشر و پژوهش فرزان روز، ۱۳۸۰[۲۵])
- آیینهٔ اوهام (جلد دوم ضدخاطرات)، آندره مالرو، تهران: نشر آبی، ۱۳۸۴[۲۶](چاپ دوم با عنوان اصلی طناب و موش‌ها، تهران: فرهنگ جاوید (منتشر خواهد شد))
- راه شاهی، آندره مالرو، تهران: نشر آبی، ۱۳۸۸؛ چاپ دوم، تهران: انتشارات ناهید، ۱۳۹۳[۲۷]
- داستایفسکی، آندره ژید، تهران: انتشارات ناهید، ۱۳۹۱
- دوران تحقیر، آندره مالرو، تهران: انتشارات ناهید، ‫۱۳۹۴
- حمله به آسیاب (از کتاب شب‌های مدان)، امیل زولا، تهران: انتشارات فرهنگ جاوید، ۱۳۹۴[۲۸]
- دربارۀ فنّ شعر (خطابۀ کلژ دو فرانس)، پل والری، تهران: فرهنگ جاوید، ‏‫‏‏‏۱۳۹۶
- مرگی بسیار آرام، سیمون دوبووار، تهران: انتشارات ماهی، ‏‫‏‏‏۱۳۹۶
- سمفونی پاستورال، آندره ژید، تهران: فرهنگ جاوید، ۱۳۹۷
- خشم و ناتوانی (داستان‌های کوتاه جهان)، گوستاو فلوبر، راینر ماریا ریلکه و دیگران، تهران: فرهنگ جاوید، ۱۳۹۹
- سیاست و فرهنگ، آندره مالرو، تهران: فرهنگ جاوید (منتشر خواهد شد)
- سوءتفاهم، آلبر کامو، تهران: فرهنگ جاوید (منتشر خواهد شد)
- درستکاران، آلبر کامو، تهران: فرهنگ جاوید (منتشر خواهد شد)
- زبان‌ها و ادیان هندوایرانی (خطابۀ کلژ دو فرانس)، ژان کلنس، تهران: فرهنگ جاوید (منتشر خواهد شد)

#### مقاله
- وسوسهٔ غرب، آندره مالرو، کتاب ماه (کیهان ماه)، خرداد ۱۳۴۱، شمارهٔ ۱[۲۹]
- وبری دیانا: آخرین فیلم لوئیس بونوئل،، کتاب ماه (کیهان ماه)، خرداد ۱۳۴۱، شمارهٔ ۱[۳۰]
- نقد و بررسی کتاب فرزان (۷): دربارهٔ نام دو سیاره در زبان‌های پهلوی و فارسی، ژاک دوشن گیمن، مجلهٔ بخارا، مرداد ۱۳۷۸ - شمارهٔ ۷[۳۱]
- نگاهی به ادبیات هند، راجش شامرا، فصلنامهٔ هستی، دورهٔ دوم، سال چهارم، شمارهٔ ۱۴، تابستان ۱۳۸۲، صفحهٔ ۴۶–۵۱[۳۲]
- بازگشت به سوی یک افسانه،، فصلنامهٔ هستی، سال پنجم، شمارهٔ ۱۷، بهار ۱۳۸۳[۳۳]
- تأمل بر سر ویرانه‌ها، بریان، فصلنامهٔ هستی، دورهٔ دوم، سال ششم، شمارهٔ ۲۴، زمستان ۱۳۸۴[۳۴]

## پی‌نوشت
1. ↑  افشار، «یاد یحیی ذکاء»، مجلهٔ بخارا، ش ۱۷، ۲۹۶.
2. ↑  افشار، «یاد یحیی ذکاء»، مجلهٔ بخارا، ش ۱۷، ۲۹۶.
3. ↑  افشار، «یاد یحیی ذکاء»، مجلهٔ بخارا، ش ۱۷، ۲۹۶.
4. ↑  افشار، «یاد یحیی ذکاء»، مجلهٔ بخارا، ش ۱۷، ۲۹۵.
5. ↑  افشار و دیگران، «تاریخ شفاهی مطبوعات ایران (۴)»، مجلهٔ بخارا، ش ۲۱ و ۲۲، ۱۹۷.
6. ↑  «یادبود مؤلفان»،  آینده،  ۹۲۲.
7. ↑  عابدی، «از منظر تاریخ فرهنگی معاصر»، کتاب ماه ادبیات و فلسفه، ش ۳۴، ۲۳.
8. ↑  میرعابدینی، حسن. سیر ترجمهٔ داستان در ایران. کتاب ماه ادبیات و فلسفه، تیر ۱۳۷۸، شمارهٔ ۲۱، ص ۳۶
9. ↑  تقی‌زاده، «روش‌شناسی نقد ادبیات داستانی»، کتاب ماه ادبیات و فلسفه، ۲۸.
10. ↑  2493 (۲۰۲۱-۱۲-۱۵). «سیروس ذکاء؛ مترجم برجسته درگذشت». ایرنا. دریافت‌شده در ۲۰۲۱-۱۲-۱۶.
11. ↑  ذکاء، سیروس. آینده و پژوهش درباره حافظ: ۱- غمزهٔ صراحی، مجلهٔ آینده، سال سیزدهم، آبان تا اسفند ۱۳۶۶، شمارهٔ ۸-۱۲، صفحهٔ ۵۸۴-۵۸۸[پیوند مرده]
12. ↑  «اطلاعات کتاب در پایگاه کتابخانهٔ ملی ایران». بایگانی‌شده از اصلی در ۱ نوامبر ۲۰۱۸. دریافت‌شده در ۲۷ سپتامبر ۲۰۱۱.
13. ↑  «اطلاعات کتاب در پایگاه کتابخانهٔ ملی ایران». بایگانی‌شده از اصلی در ۱۵ سپتامبر ۲۰۱۶. دریافت‌شده در ۲۷ سپتامبر ۲۰۱۱.
14. ↑  «اطلاعات کتاب در پایگاه کتابخانهٔ ملی ایران». بایگانی‌شده از اصلی در ۱۸ مارس ۲۰۱۴. دریافت‌شده در ۲۷ سپتامبر ۲۰۱۱.
15. ↑  «اطلاعات کتاب در پایگاه کتابخانهٔ ملی ایران». بایگانی‌شده از اصلی در ۱ نوامبر ۲۰۱۸. دریافت‌شده در ۲۷ سپتامبر ۲۰۱۱.
16. ↑  «اطلاعات کتاب در پایگاه کتابخانهٔ ملی ایران». بایگانی‌شده از اصلی در ۱۴ ژوئن ۲۰۱۳. دریافت‌شده در ۲۷ سپتامبر ۲۰۱۱.
17. ↑  «اطلاعات کتاب در پایگاه کتابخانهٔ ملی ایران». بایگانی‌شده از اصلی در ۱ نوامبر ۲۰۱۸. دریافت‌شده در ۲۷ سپتامبر ۲۰۱۱.
18. ↑  «اطلاعات کتاب در پایگاه کتابخانهٔ ملی ایران». بایگانی‌شده از اصلی در ۱۵ سپتامبر ۲۰۱۶. دریافت‌شده در ۲۷ سپتامبر ۲۰۱۱.
19. ↑  «اطلاعات کتاب در پایگاه کتابخانهٔ ملی ایران». بایگانی‌شده از اصلی در ۲۴ مه ۲۰۱۴. دریافت‌شده در ۲۷ سپتامبر ۲۰۱۱.
20. ↑  «اطلاعات کتاب در پایگاه کتابخانهٔ ملی ایران». بایگانی‌شده از اصلی در ۲۵ مه ۲۰۱۴. دریافت‌شده در ۲۴ مه ۲۰۱۴.
21. ↑  «اطلاعات کتاب در پایگاه کتابخانهٔ ملی ایران». بایگانی‌شده از اصلی در ۱ نوامبر ۲۰۱۸. دریافت‌شده در ۲۷ سپتامبر ۲۰۱۱.
22. ↑  «اطلاعات کتاب در پایگاه کتابخانهٔ ملی ایران». بایگانی‌شده از اصلی در ۴ مه ۲۰۱۳. دریافت‌شده در ۲۷ سپتامبر ۲۰۱۱.
23. ↑  «اطلاعات کتاب در پایگاه کتابخانهٔ ملی ایران». بایگانی‌شده از اصلی در ۱ نوامبر ۲۰۱۸. دریافت‌شده در ۲۷ سپتامبر ۲۰۱۱.
24. ↑  «اطلاعات کتاب در پایگاه کتابخانهٔ ملی ایران». بایگانی‌شده از اصلی در ۱ نوامبر ۲۰۱۸. دریافت‌شده در ۲۷ سپتامبر ۲۰۱۱.
25. ↑  «اطلاعات کتاب در پایگاه کتابخانهٔ ملی ایران». بایگانی‌شده از اصلی در ۱ نوامبر ۲۰۱۸. دریافت‌شده در ۲۷ سپتامبر ۲۰۱۱.
26. ↑  «اطلاعات کتاب در پایگاه کتابخانهٔ ملی ایران». بایگانی‌شده از اصلی در ۱ نوامبر ۲۰۱۸. دریافت‌شده در ۲۷ سپتامبر ۲۰۱۱.
27. ↑  «اطلاعات کتاب در پایگاه کتابخانهٔ ملی ایران». بایگانی‌شده از اصلی در ۱ نوامبر ۲۰۱۸. دریافت‌شده در ۲۷ سپتامبر ۲۰۱۱.
28. ↑  «انتشارات فرهنگ جاوید». بایگانی‌شده از اصلی در ۳ مارس ۲۰۱۶. دریافت‌شده در ۲۵ فوریه ۲۰۱۶.
29. ↑  جواهری گیلانی، تاریخ تحلیلی شعر نو، ۳:‎ ۲۹.
30. ↑  جواهری گیلانی، تاریخ تحلیلی شعر نو، ۳:‎ ۲۹.
31. ↑  دوشن گیمن، ژاک. سیروس ذکاء. نقد و بررسی کتاب فرزان (۷): دربارهٔ نام دو سیاره در زبان‌های پهلوی و فارسی، مجلهٔ بخارا، مرداد ۱۳۷۸ - شمارهٔ ۷، صفحهٔ ۳۶۵
32. ↑  خلاصهٔ مقالات. مجلهٔ سخن عشق، زمستان ۱۳۸۲ - شمارهٔ ۲۰، صفحهٔ ۱۱۶
33. ↑  نشریات تازه، کتاب ماه تاریخ و جغرافیا، مهر ۱۳۸۳ - شماره ۸۴، صفحه ۱۰۴
34. ↑  انصاری، سودابه. مجلات رسیده به دفتر تاریخ پژوهی. مجلهٔ تاریخ پژوهی، بهار و تابستان ۱۳۸۴ - شمارهٔ ۲۲ و ۲۳، صفحهٔ ۱۶۹